# Neogrosphus blanci
Espèce
Neogrosphus blanci est une espèce de scorpions de la famille des Buthidae.

## Distribution
Cette espèce est endémique de la région du Vakinankaratra à Madagascar. Elle se rencontre entre Antsirabe et Ibity.

## Étymologie
Cette espèce est nommée en l'honneur de Charles Pierre Blanc.

## Publication originale
- Lourenço, 1996 : « Scorpions (Chelicerata, Scorpiones). » Faune de Madagascar, vol. 87, p. 1-102.